# Mont-Notre-Dame
Pour les articles homonymes, voir Mont et Notre-Dame.
Mont-Notre-Dame est une commune française située dans le département de l'Aisne, en région Hauts-de-France.

## Géographie

### Localisation
Situé sur l'axe Soissons - Reims, le village se situe approximativement à égale distance de ces deux villes (30 à 35 km).
Il se trouve dans l'aire d'attraction de Reims, dans la zone d'emploi de Soissons et dans le bassin de vie de Fismes.

### Communes limitrophes
Les communes limitrophes sont Bruys, Chéry-Chartreuve, Lhuys, Paars, Quincy-sous-le-Mont, Tannières et Bazoches-et-Saint-Thibaut.

### Géologie et relief
La superficie de la commune est de 9,96 km2 ; son altitude varie de 53  à   165 mètres. 

### Hydrographie

#### Réseau hydrographique

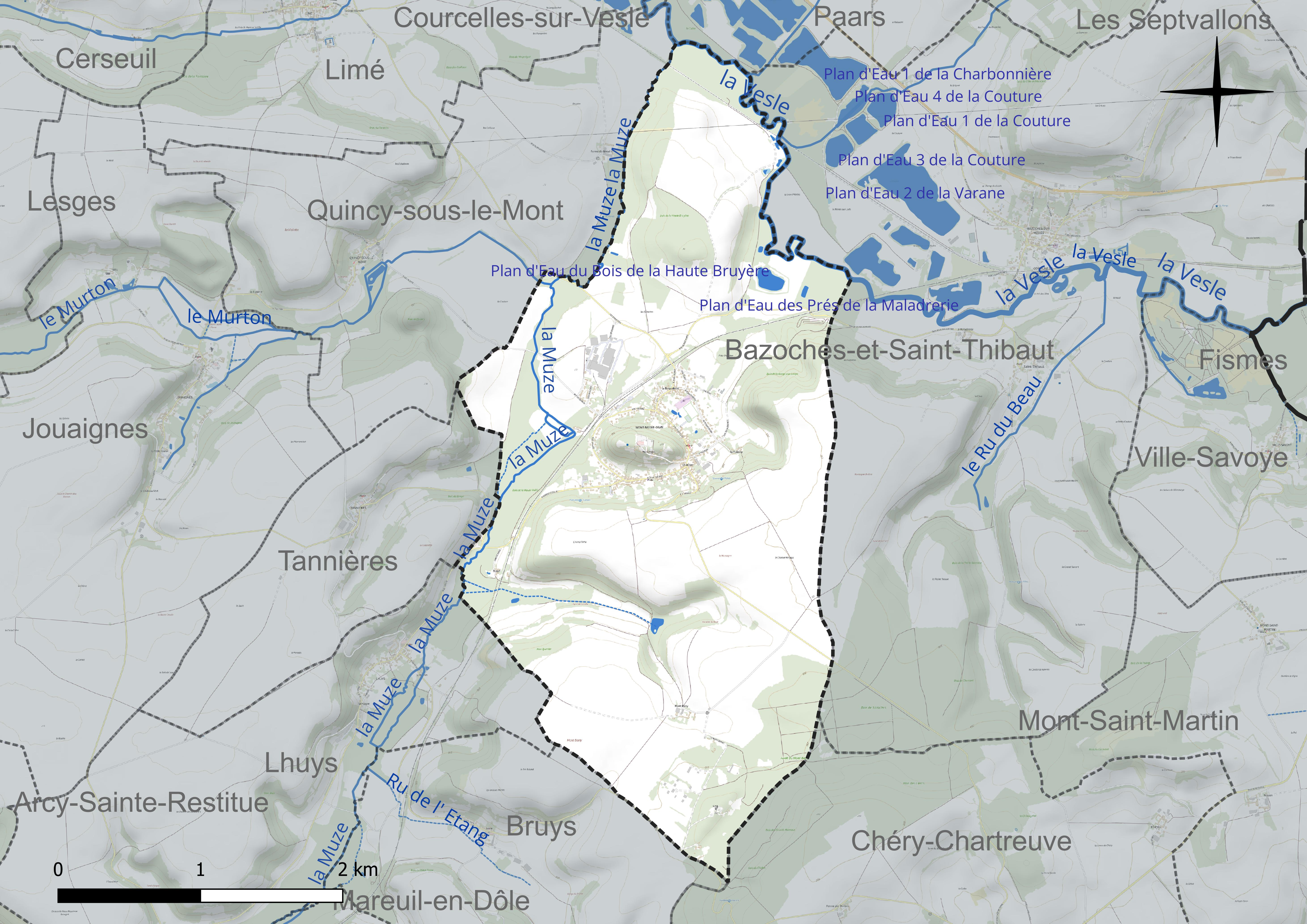
Réseau hydrographique de Mont-Notre-Dame.

La commune est située dans le bassin Seine-Normandie. 
Elle est drainée par la Vesle, la Muze, le Murton et divers autres petits cours d'eau,.
La Vesle, d'une longueur de 139 km, prend sa source dans la commune de Somme-Vesle et se jette  dans l'Aisne à Ciry-Salsogne, après avoir traversé 52 communes.
La Muze, d'une longueur de 17 km, prend sa source dans la commune de Arcy-Sainte-Restitue et se jette  dans la Vesle en limite de Mont-Notre-Dame et de Quincy-sous-le-Mont, face à Paars, après avoir traversé sept communes.
Un plan d'eau complète le réseau hydrographique : le plan d'eau du Bois de la Haute Bruyère (2 ha),.

#### Gestion et qualité des eaux
Le territoire communal est couvert par le schéma d'aménagement et de gestion des eaux (SAGE) « Aisne Vesle Suippe ». Ce document de planification, dont le territoire s'étend sur 3 096 km2 répartis sur trois départements (Aisne, Marne et Ardennes) et deux régions (Champagne-Ardenne et Picardie), a été approuvé le 16 décembre 2013. La structure porteuse de l'élaboration et de la mise en œuvre est le Syndicat d'aménagement des bassins Aisne Vesle Suippe (SIABAVES).
La qualité des cours d'eau peut être consultée sur un site dédié géré par les agences de l'eau et l'Agence française pour la biodiversité.

### Climat
Pour des articles plus généraux, voir Climat des Hauts-de-France et Climat de l'Aisne.
En 2010, le climat de la commune est de type climat océanique dégradé des plaines du Centre et du Nord, selon une étude du CNRS s'appuyant sur une série de données couvrant la période 1971-2000. En 2020, Météo-France publie une typologie des climats de la France métropolitaine dans laquelle la commune est exposée à un climat océanique altéré et est dans la région climatique Nord-est du bassin Parisien, caractérisée par un ensoleillement médiocre, une pluviométrie moyenne régulièrement répartie au cours de l'année et un hiver froid (3 °C).
Pour la période 1971-2000, la température annuelle moyenne est de 10,7 °C, avec une amplitude thermique annuelle de 15,2 °C. Le cumul annuel moyen de précipitations est de 739 mm, avec 12 jours de précipitations en janvier et 8,7 jours en juillet. Pour la période 1991-2020, la température moyenne annuelle observée sur la station météorologique la plus proche, située sur la commune de Braine à 7 km à vol d'oiseau, est de 11,3 °C et le cumul annuel moyen de précipitations est de 662,7 mm,. Pour l'avenir, les paramètres climatiques de la commune estimés pour 2050 selon différents scénarios d'émission de gaz à effet de serre sont consultables sur un site dédié publié par Météo-France en novembre 2022.

## Urbanisme

### Typologie
Au 1er janvier 2024, Mont-Notre-Dame est catégorisée bourg rural, selon la nouvelle grille communale de densité à 7 niveaux définie par l'Insee en 2022.
Elle est située hors unité urbaine. Par ailleurs la commune fait partie de l'aire d'attraction de Reims, dont elle est une commune de la couronne,. Cette aire, qui regroupe 294 communes, est catégorisée dans les aires de 200 000 à moins de 700 000 habitants,.

### Occupation des sols

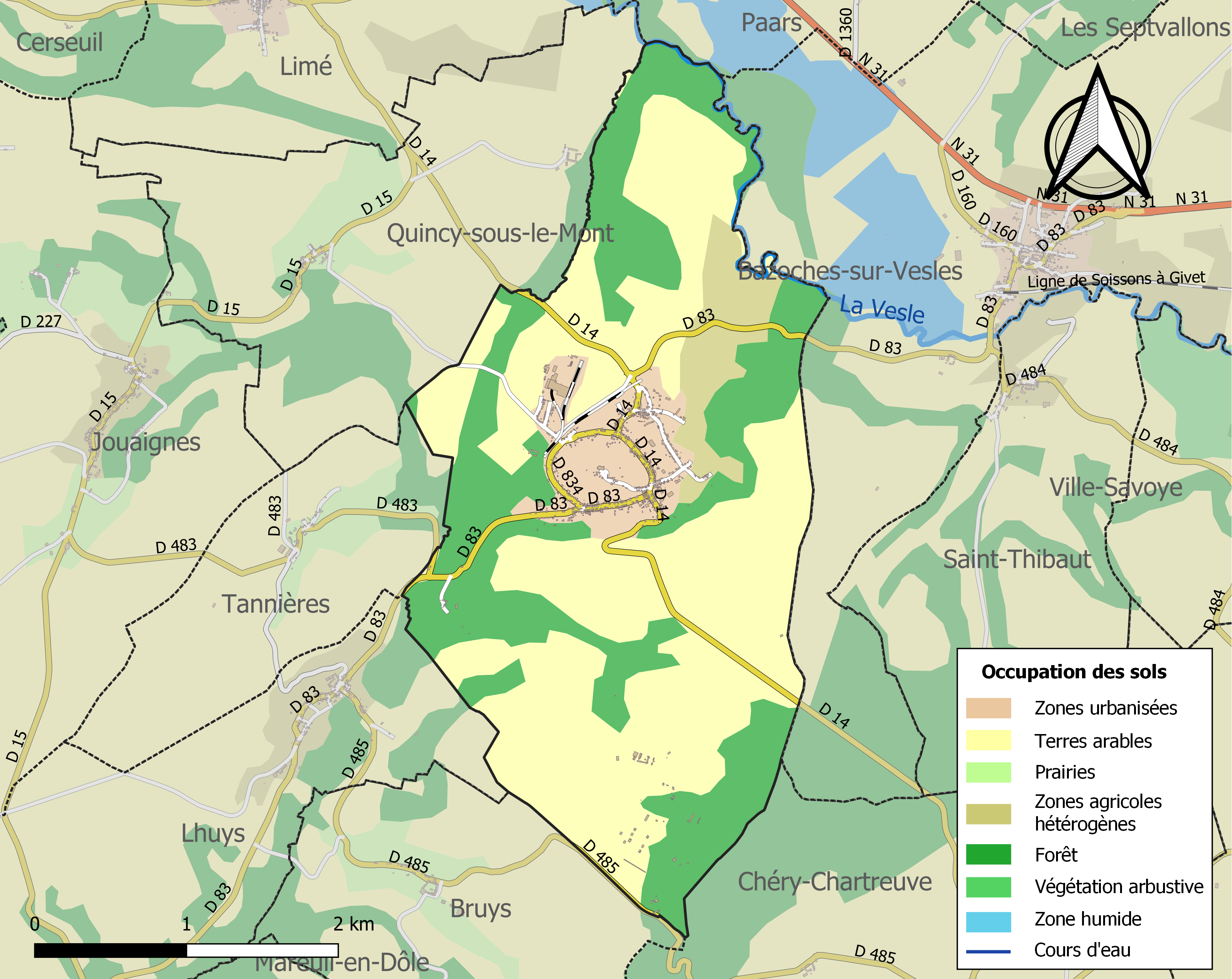
Carte de l'occupation des sols de la commune en 2018 (CLC).

L'occupation des sols de la commune, telle qu'elle ressort de la base de données européenne d'occupation biophysique des sols Corine Land Cover (CLC), est marquée par l'importance des territoires agricoles (58 % en 2018), une proportion sensiblement équivalente à celle de 1990 (57,4 %). 
La répartition détaillée en 2018 est la suivante : terres arables (52,4 %), forêts (33 %), zones urbanisées (9 %), zones agricoles hétérogènes (5,7 %).
L'évolution de l'occupation des sols de la commune et de ses infrastructures peut être observée sur les différentes représentations cartographiques du territoire : la carte de Cassini (XVIIIe siècle), la carte d'état-major (1820-1866) et les cartes ou photos aériennes de l'IGN pour la période actuelle (1950 à aujourd'hui).

### Habitat et logement
En 2022, le nombre total de logements dans la commune était de 328, alors qu'il était de 329 en 2016 et de 312 en 2011. 
Parmi ces logements, 88,6 % étaient des résidences principales, 5 % des résidences secondaires et 6,4 % des logements vacants. Ces logements étaient pour 97,4 % d'entre eux des maisons individuelles et pour 1,8 % des appartements. 
Le tableau ci-dessous présente la typologie des logements à Mont-Notre-Dame en 2022 en comparaison avec celle de l'Aisne et de la France entière. Une caractéristique marquante du parc de logements est ainsi une proportion de résidences secondaires et logements occasionnels (5 %) supérieure à celle du département (3,3 %) mais inférieure à celle de la France entière (9,7 %). 
| Typologie                                               | Mont-Notre-Dame | Aisne | France entière |
| ------------------------------------------------------- | --------------- | ----- | -------------- |
| Résidences principales (en %)                           | 88,6            | 86,7  | 82,3           |
| Résidences secondaires et logements occasionnels (en %) | 5               | 3,3   | 9,7            |
| Logements vacants (en %)                                | 6,4             | 10    | 8              |

## Toponymie
Le nom de la localité est attesté sous les formes Mons-Sanctæ-Mariæ (961) ; Mons-beate-Marie (1239) ; Mons-Beate-Marie-Magdalene (1267) ; Beata-Maria-de-Monte (1296).
De l'oïl mont et du nom de Sainte Marie, remplacé par Notre Dame. La Dame du nom de Mont-Notre-Dame n'est pas la Vierge Marie, mais sainte Marie-Madeleine.

## Histoire

### Préhistoire
Des outils de l’ère préhistorique (dits pièces chelleennes) ont été retrouvés au Mont Banni.

### Moyen Âge
Dans « Histoire de la maison d'Aumale », Jacques d'Aumale nous renseigne sur les origines de la localité. Le village se serait dénommé au VIIe siècle Saurèle (en latin Saurelius), attesté sous la forme Sauriacum en 589 ; il prit sous Gérard de Roussillon le nom de Sainte-Marie du Pont.
Comme beaucoup de vicomtés et de vidamies, la vicomté du Mont Notre-Dame était à l'origine une tenure ecclésiastique, une « avouerie » concédée par l'abbaye du Mont Notre-Dame, bâtie au IXe siècle en l'honneur de Marie-Madeleine, par Gérard de Roussillon, comte de Provence et de Bourgogne, et sa femme Berthe, fille du comte de Soissons et petite-fille de Charlemagne. Leurs deux enfants, Théodore et Ave étant morts en bas âge, Gérard abandonna une partie de son domaine du Mont Notre-Dame à l'évêque de Soissons et aux clercs chargés de desservir la collégiale ; l'évêque en était le prévôt né, et le doyen du chapitre exerçait les fonctions curiales sur tout le territoire. Or, rapporte l'abbé Boileau, curé du Mont Notre-Dame dans une notice publiée par lui en 1931-32 sur sa paroisse[source insuffisante] : « Les archevêques de Reims et les évêques de Soissons, excédés des déprédations continuelles que les troupes de factieux et des gens sans aveux y exerçaient, prirent le parti de donner en fief une partie des terres de Bazoches à des gentilshommes - cadets de la maison de Châtillon (1040), qui se chargèrent du soin de revêtir le château de fortifications. Ces gentilshommes prirent la qualité de seigneurs de Bazoches, quoique vassaux des évêques de Soissons ». Quand un nouvel évêque de Soissons venait prendre son siège, on le faisait asseoir dans une chaire que portaient le comte de Soissons, les seigneurs de Pierrefonds, de Montmirail et de Bazoches.
En 1102, on trouve le nom de Gervais de Bazoches au bas d'une charte ; il y est qualifié de baron et devait être de plus « avoué » ou vicomte du Mont Notre-Dame. Il participa à la Première Croisade, et, après la mort d'Hugues de Fauquemberg, reçut le gouvernement des principautés de Galilée et de Tabarie, ou Tibériade. Fait prisonnier par les Seljoukides, il fut mis à mort à Damas. Le roi de Syrie se serait fait faire une coupe avec son crâne enrichi de pierreries.
Après ce Gervais, on sait peu de choses des vicomtes du Mont Notre-Dame jusqu'en 1226, date à laquelle l'évêque Jacques de Bazoches occupa le siège de Soissons, sacra Saint-Louis à Reims et obtint du Roi la dispense du service personnel aux armées, moyennant quoi il versa 120 livres au Trésor royal. En 1232, Nicolas III de Bazoches mourut à la Quatrième croisade.
En 1263, Milon de Bazoches, évêque de Soissons, sacra à Reims Philippe le Hardi. En effet, le sacre du roi revenait de droit à l'évêque de Soissons, au cas où le siège de Reims était vacant[réf. nécessaire]. En 1288, Simon de Bazoches, mentionné en plusieurs titres, eut procès avec l'évêque de Soissons, coseigneur du Mont Notre-Dame. Un Gérard de Bazoches fut évêque de Soissons. Le dernier seigneur de Bazoches, vicomte du Mont Notre Dame, aurait été Jean III de Bazoches et du Mont-Sainte-Marie, comte de Valois vers 1344 ; il se fit par la suite ordonner prêtre et mourut après 1348, sans laisser de postérité.
Le successeur de Jean III de Bazoches à la vicomté du Mont Notre-Dame fut Bernard de Moreuil-Soissons (branche cadette de Nesle-Soissons) dont les ascendances en la maison de Nesle et de Soissons ont été exposées par ailleurs en suite du mariage de Yolande de Soissons, sa mère, arrière-arrière-petite fille de Guillaume d'Eu, comte de Soissons avec Bernard, sire de Moreuil en Picardie (début du XIIIe siècle). La maison de Moreuil est connue depuis 1119. Bernard III de Moreuil se distingua aux Croisades. Jean de Moreuil fut tué à Azincourt en 1415.

« Le roi Philippe de Valois l'avait mis Bernard de Moreuil au nombre des seigneurs de sa Cour, en qui il avait le plus de confiance. Ce prince l'éleva d'abord au rang de chevalier, puis de conseiller ; il le fit ensuite Maréchal de France et le donna pour conseiller, c'est-à-dire pour gouverneur, à Jean, son fils aîné, duc de Normandie ».
« Le 3 septembre 1346, année de la défaite de Crécy, Bernard fut nommé par le roi, général de l'armée de Picardie. Il vivait encore le 22 mai 1350. Il épousa Marguerite de Thorête, Dame d'Offémont, de laquelle il eut Roques, seigneur de Moreuil du Mont Notre-Dame et de Cœuvres. Roques fut frère de Thibault de Moreuil-Soissons qui devint vicomte du Mont Notre-Dame en 1391 ».
« Thibault se qualifiait seigneur de Moreuil, de Cœuvres et du Mont Notre-Dame, chambellan du Roi, capitaine et gouverneur de Soissons. Il portait les armes de France au lion naissant d'argent, armé et lampassé de gueules… Il mourut le 28 avril 1454 laissant deux fils, Valeran et Bernard…
« Bernard de Moreuil-Soissons », troisième du nom, succéda à son père dans la vicomté du Mont Notre-Dame. Il fut marié à N... d'Autrèches et n'eut qu'une fille, Jeanne, qui épousa un gentilhomme nommé Jean d'Aumale et lui porta en mariage la vicomté du Mont Notre-Dame ».

### Temps modernes
Lors des Guerres de Religion, le village est saccagé par les Huguenots en 1568.
La collégiale est incendiée par les espagnols en 1650 pendant la guerre franco-espagnole.

### Époque contemporaine
La gare de Mont-Notre-Dame, siituée sur la ligne de Trilport à Bazoches  est mise en service le 1er juin 1894 lors de la mise en service par la Compagnie des chemins de fer de l'Est de la section d'Oulchy - Breny à Bazoches, facilitant les déplacements des personnes et le transport des marchandises.

Mont-Saint-Martin au tout début du XXe siècle
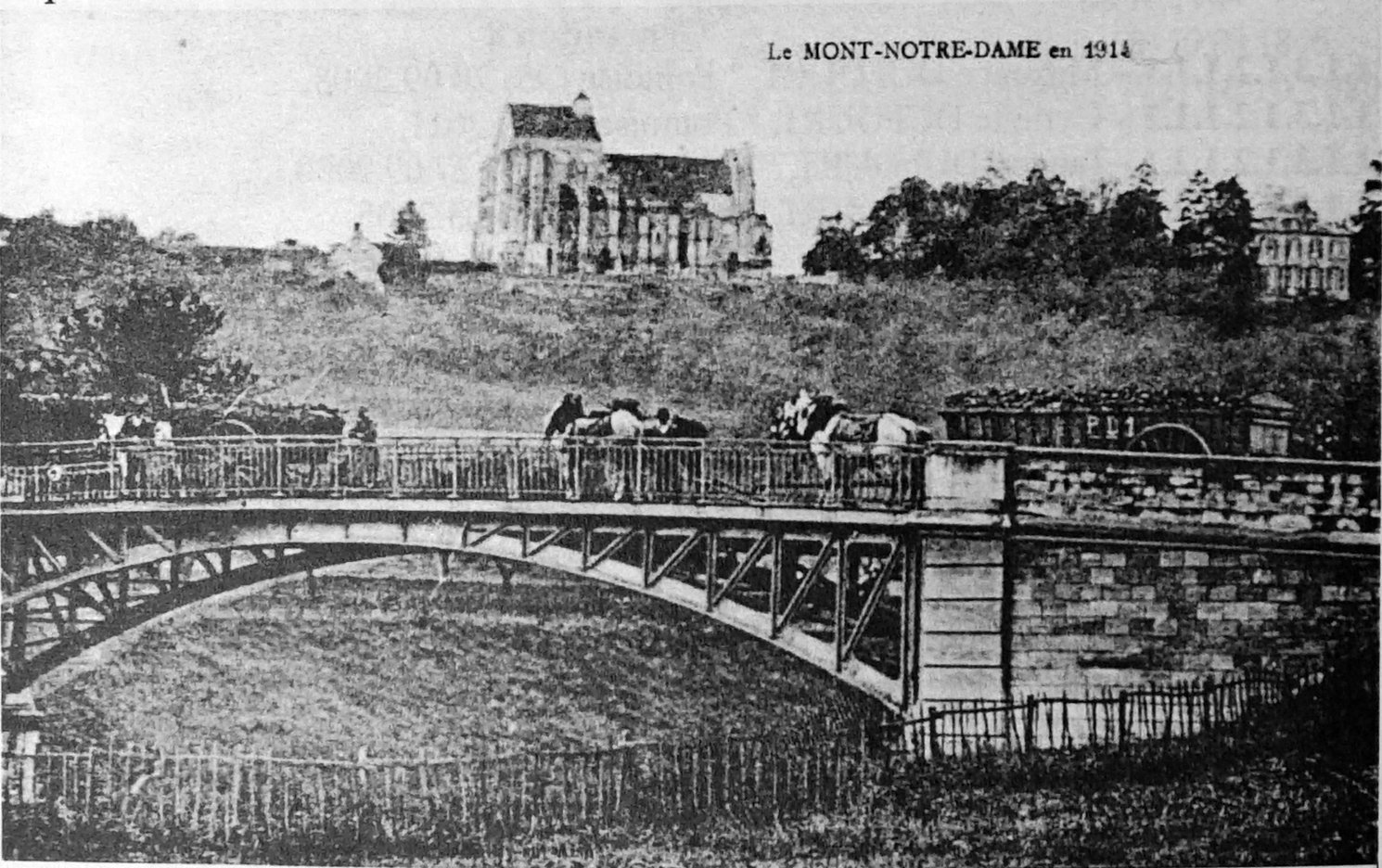
Le Mont-Notre-Dame en 1914
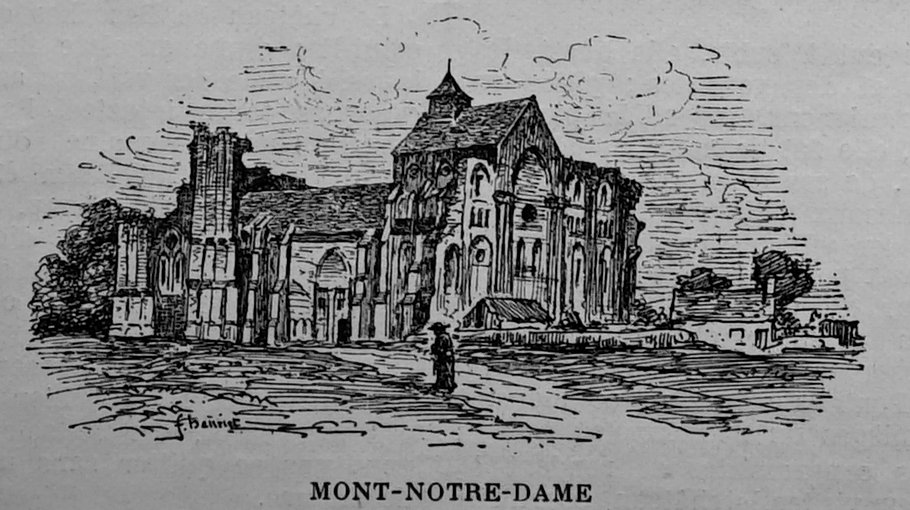
La collégiale.
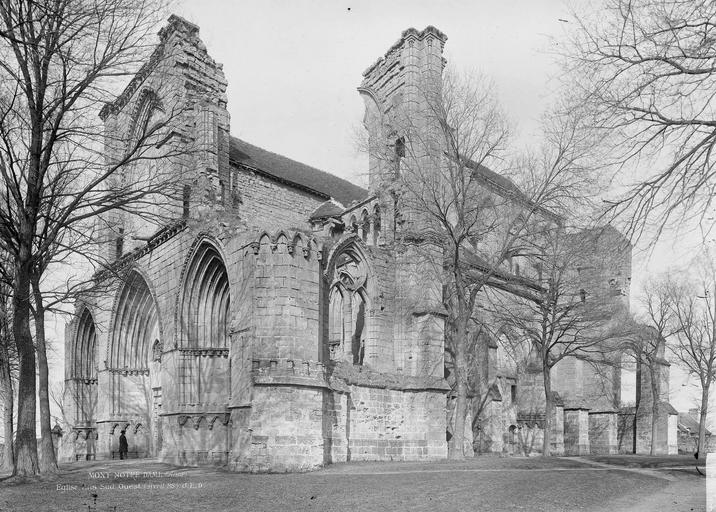
La collégiale.
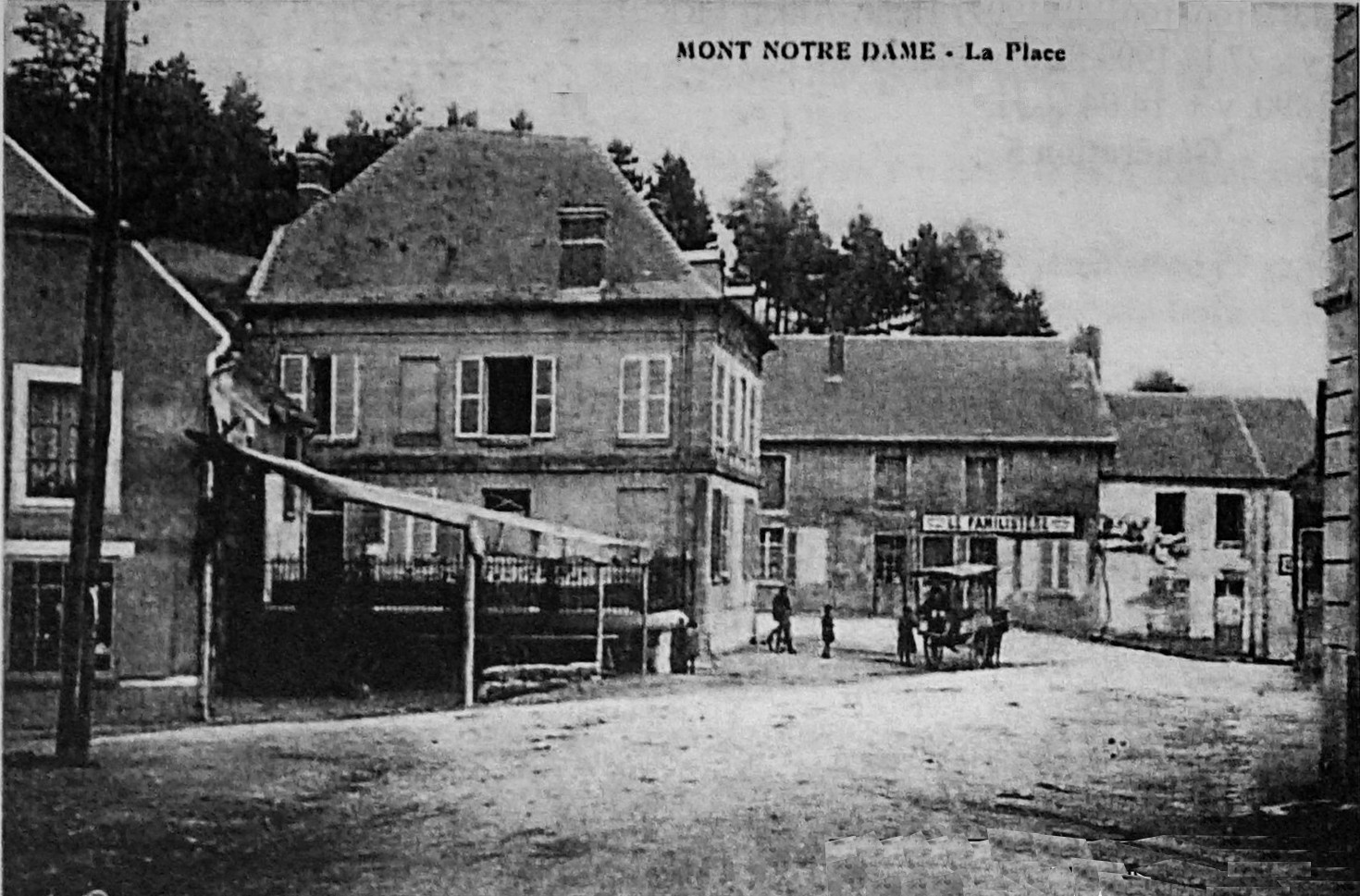
La place.

Durant la Première Guerre mondiale, l'hôpital d'orientation et d'évacuation (HOE) no 32, de 3 300 lits est implanté dans le village, le long de la route reliant Mont-Notre-Dame à Quincy-sous-le-Mont. Plus de 500 soldats y ont été enterrés dans un cimetière provisoire, avant que leurs corps soient transférés  dans le cimetière de Braine. L'hôpital est capturé le 27 mai 1918 par les Allemands avec 700 blessés couchés et une grande partie de son personnel (425 sanitaires).
Le village est occupé par les Allemands en 1918, durant la seconde bataille de la Marne.
À la fin de la guerre, le village est très largement détruit et a  été décoré de la Croix de guerre 1914-1918 le 26 octobre 1920.

Mont-Saint-Martin durant la Première Guerre mondiale
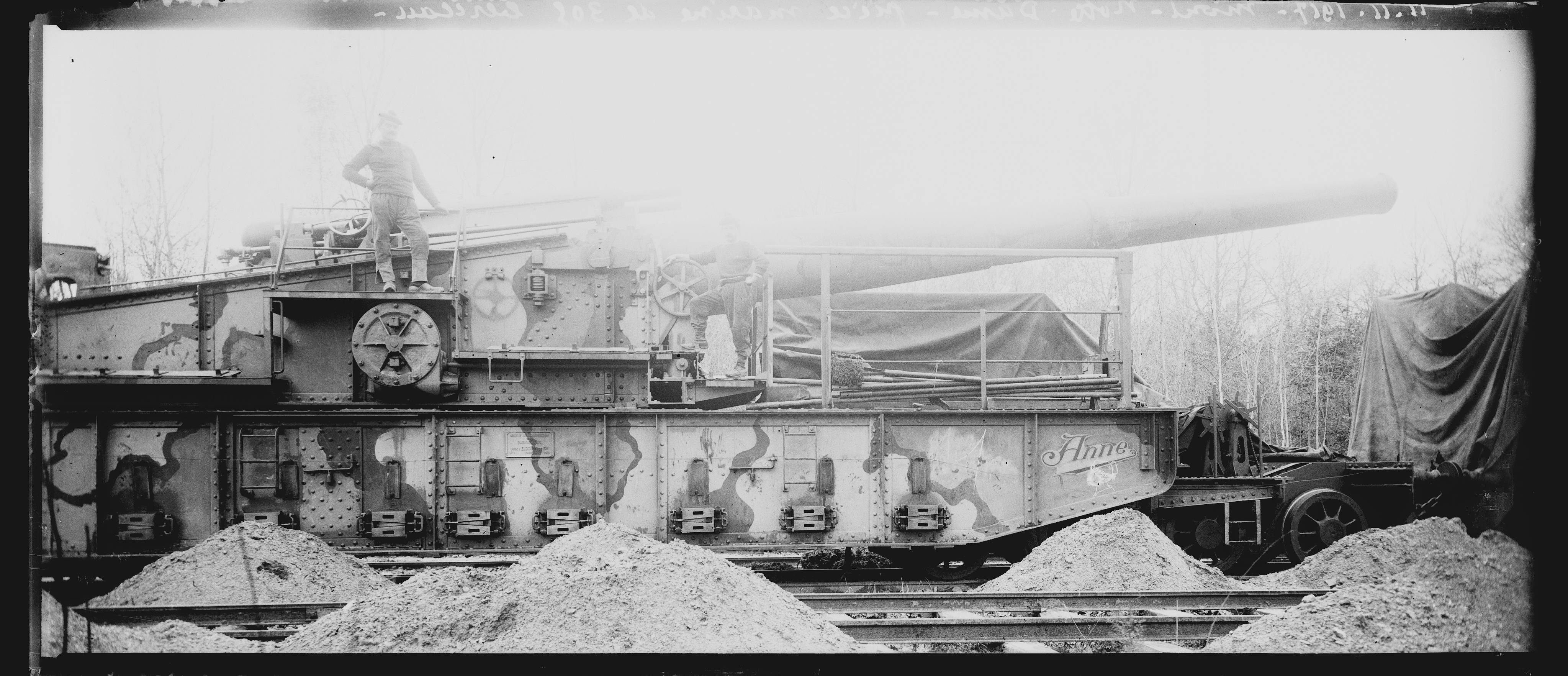
Vue panoramique d'une pièce de marine de 305 (baptisée Anne) sur une plateforme ferroviaire à Mont-Notre-Dame.
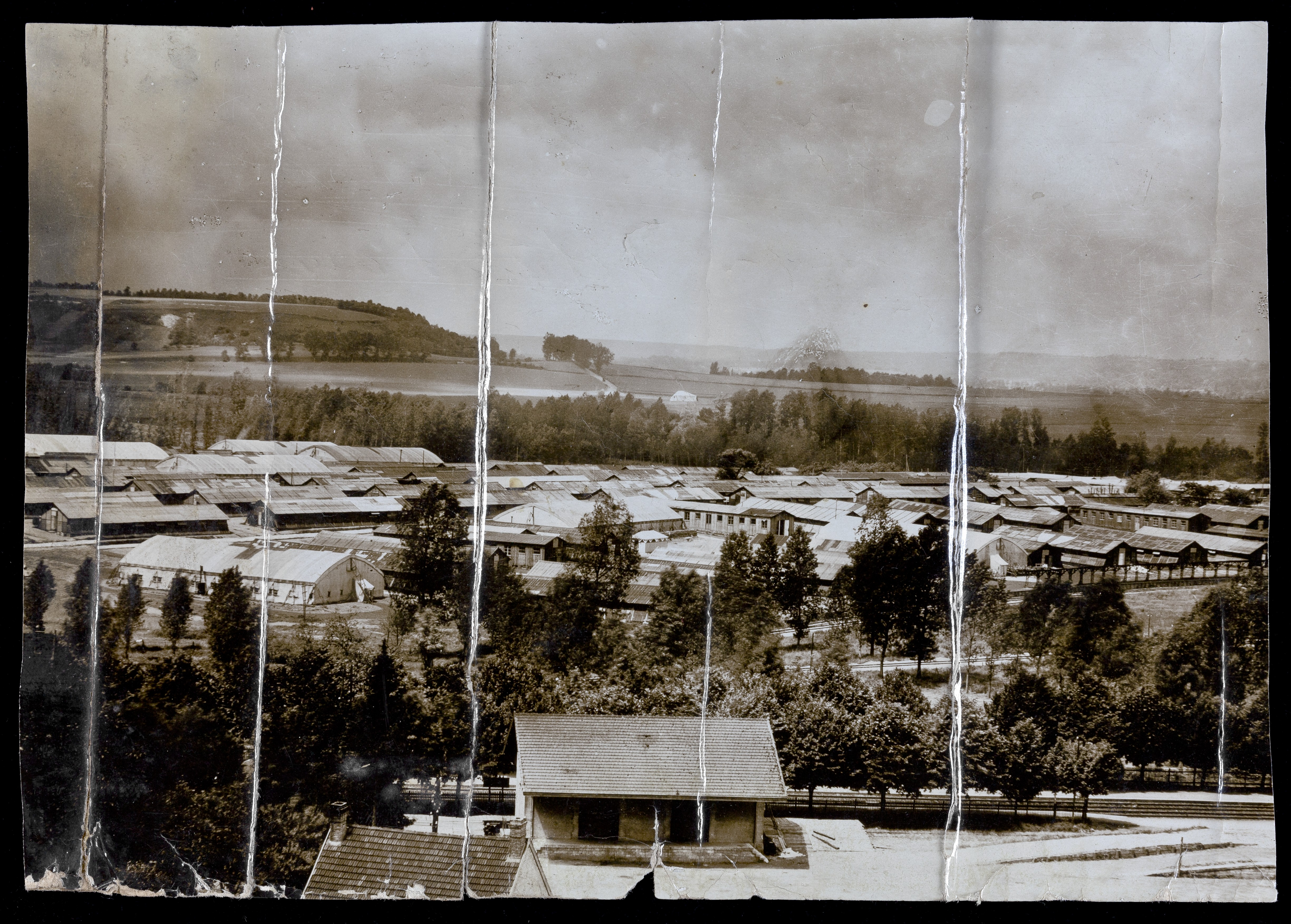
Hôpital militaire britannique de Mont-Saint-Martin en 1918.
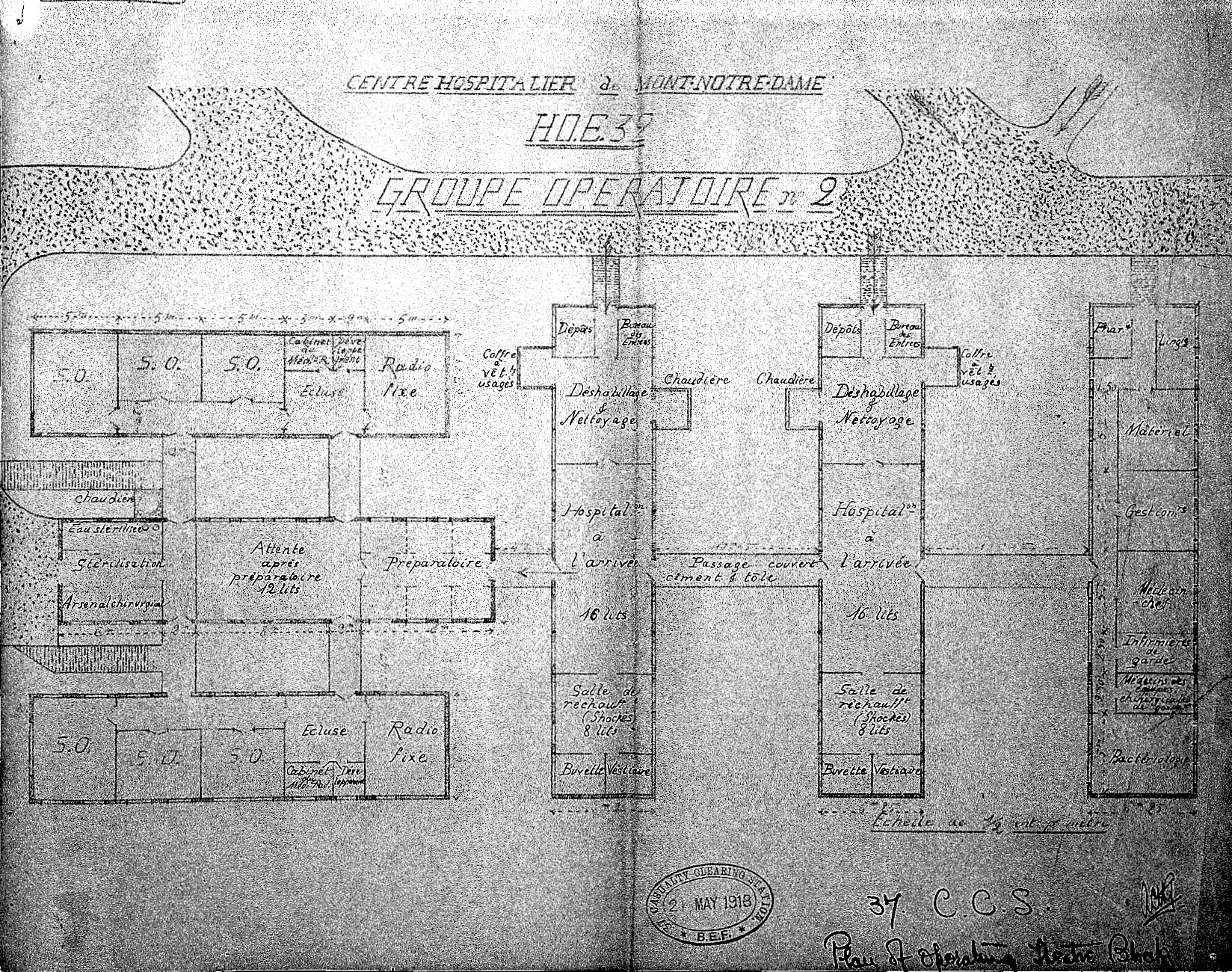
Plan des blocs opératoires de l'hôpital militaire britannique.

Lors de la fermeture de la section La Ferté-Milon et Fismes le 3 avril 2016 en raison de sa vétusté et du coût élevé qu'aurait nécessité sa remise en état, la  gare de Mont-Notre-Dame ferme.

## Politique et administration

### Rattachements administratifs et électoraux
La commune se trouve  dans l'arrondissement de Soissons du département de l'Aisne
Elle faisait partie depuis 1801 du canton de Braine. Dans le cadre du redécoupage cantonal de 2014 en France, cette circonscription administrative territoriale a disparu, et le canton n'est plus qu'une circonscription électorale.

#### Rattachements électoraux
Pour les élections départementales, la commune fait partie depuis 2014 du canton de Fère-en-Tardenois.
Pour l'élection des députés, elle fait partie de la  cinquième circonscription de l'Aisne.

### Intercommunalité
Mont-Saint-Martin est membre depuis 1998, comme la plupart de celles du canton de Braine, de la communauté de communes du Val de l'Aisne, un établissement public de coopération intercommunale (EPCI) à fiscalité propre créé en 1994 et auquel la commune a transféré un certain nombre de ses compétences, dans les conditions déterminées par le code général des collectivités territoriales.

### Liste des maires
| Période               | Période                       | Identité                    | Étiquette | Qualité |
| --------------------- | ----------------------------- | --------------------------- | --------- | --- |
|                       |                               |                             |           | |
| avant 1813            | juin 1821                     | Louis Anne Antoine d'Aumale |           | Mort en fonction |
|                       |                               |                             |           | |
| avant 1874            | 1875                          | M. Huvenoit                 |           | |
|                       |                               |                             |           | |
| février 1945 ou avant |                               | André Poniatowski           |           | Prince, chef d'escadron, ingénieur, industriel Officier de la Légion d'honneur, Croix de guerre 1939-1945 , Médaille des Évadés Maire pendant plus de 40 ans |
|                       |                               |                             |           | |
|                       |                               |                             |           | |
| avant 1988            |                               | Lucien Bove                 |           | |
|                       |                               |                             |           | |
| mars 2001             | février 2011                  | Martine Blanc               |           | Démissionnaire |
| avril 2011            | janvier 2019                  | René-Claude Rondeaux        | DVD       | Professeur des écoles Mort en fonction |
| mars 2019             | En cours (au 28 janvier 2025) | M. Dominique Lafleur        |           | Retraité de la gendarmerie Réélu pour le mandat 2020-2026 |

## Population et société
Les habitants sont les Mont-Nostradamiens et les Mont-Nostradamiennes.

### Démographie
L'évolution du nombre d'habitants est connue à travers les recensements de la population effectués dans la commune depuis 1793. Pour les communes de moins de 10 000 habitants, une enquête de recensement portant sur toute la population est réalisée tous les cinq ans, les populations de référence des années intermédiaires étant quant à elles estimées par interpolation ou extrapolation. Pour la commune, le premier recensement exhaustif entrant dans le cadre du nouveau dispositif a été réalisé en 2008.

En 2022, la commune comptait 742 habitants, en évolution de +0,54 % par rapport à 2016 (Aisne : −1,97 %, France hors Mayotte : +2,11 %).
| 1793 | 1800 | 1806 | 1821 | 1831 | 1836 | 1841 | 1846 | 1851 |
| ---- | ---- | ---- | ---- | ---- | ---- | ---- | ---- | ---- |
| 453  | 451  | 511  | 562  | 600  | 619  | 646  | 665  | 621  |

| 1856 | 1861 | 1866 | 1872 | 1876 | 1881 | 1886 | 1891 | 1896 |
| ---- | ---- | ---- | ---- | ---- | ---- | ---- | ---- | ---- |
| 630  | 608  | 577  | 567  | 554  | 541  | 542  | 531  | 573  |

| 1901 | 1906 | 1911 | 1921 | 1926 | 1931 | 1936 | 1946 | 1954 |
| ---- | ---- | ---- | ---- | ---- | ---- | ---- | ---- | ---- |
| 547  | 569  | 565  | 717  | 770  | 749  | 550  | 610  | 599  |

| 1962 | 1968 | 1975 | 1982 | 1990 | 1999 | 2006 | 2008 | 2013 |
| ---- | ---- | ---- | ---- | ---- | ---- | ---- | ---- | ---- |
| 700  | 715  | 653  | 580  | 617  | 633  | 645  | 649  | 736  |

| 2018 | 2022 | - | - | - | - | - | - | - |
| ---- | ---- | - | - | - | - | - | - | - |
| 735  | 742  | - | - | - | - | - | - | - |

## Culture locale et patrimoine

### Lieux et monuments
- Église Sainte-Marie-Madeleine  Classée MH (1886, 1998)[44], reconstruite en 1929-1933 par les architectes Georges Grange et Louis Bourquin à l’emplacement de l’ancienne collégiale médiévale, dynamitée par les Allemands en août 1918. L'édifice actuel, de style art déco, conserve de l'ouvrage antérieur  sa crypte et le mur ouest du bras nord du transept, et se caractérise par une silhouette imposante et des références stylistiques mêlant influences romane et gothique.
A l'intérieur, le chemin de croix et la chaire ont été réalisés par le sculpteur rémois Ernest Sediey, les fresques sont d'Eugène Chapleau et les vitraux ont été conçus par René Bour et réalisés par le maître-verrier parisien Jacques Damon.
Ce chantier constitue la reconstruction d'église après la Première Guerre mondiale la plus vaste et la plus coûteuse du département de l'Aisne. L'église est inaugurée le 23 avril 1933 par l'évêque de Soissons Ernest Mennechet[45].

L'église Sainte-Marie-Madeleine
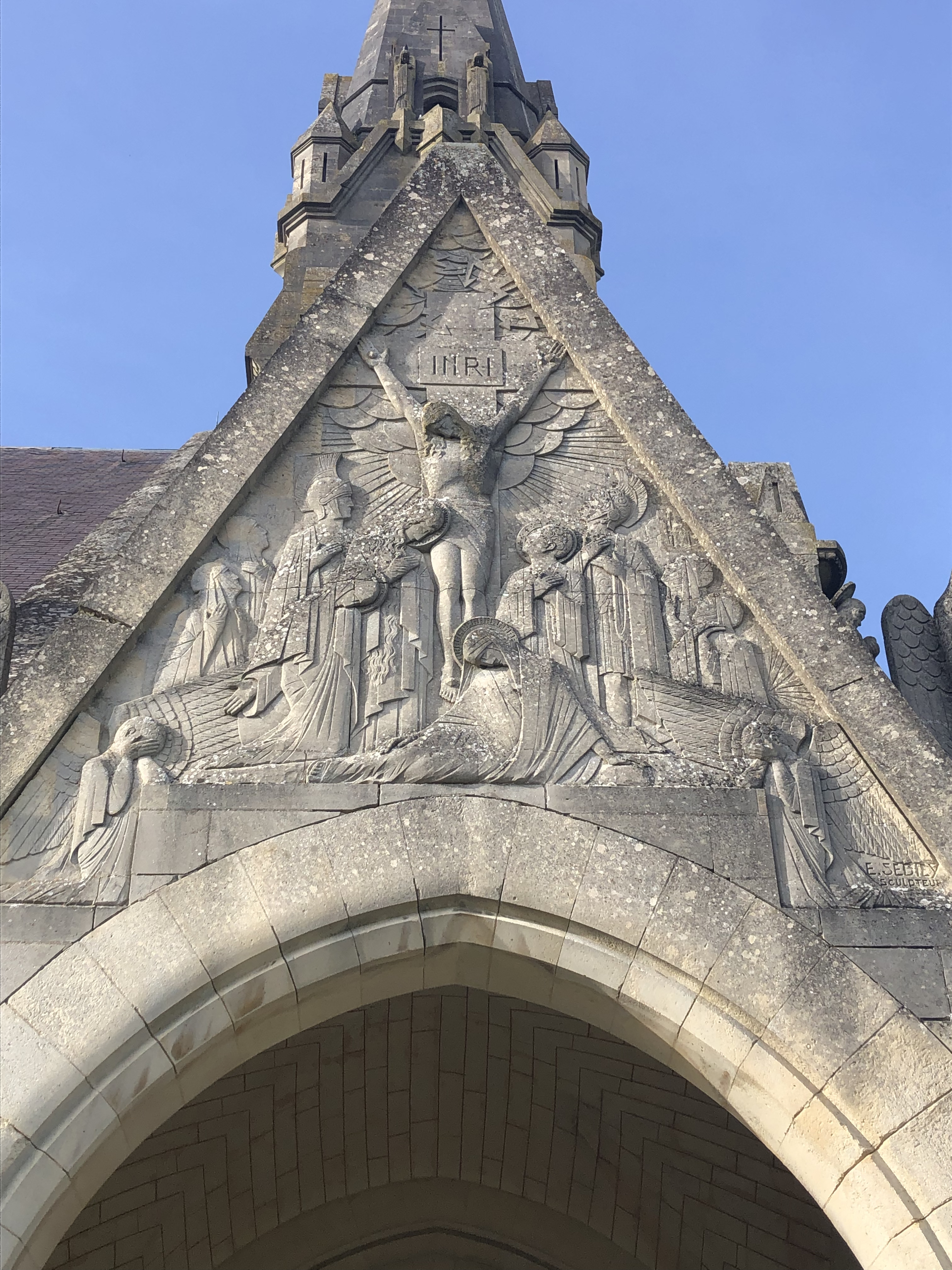
Bas-relief extérieur : le Calvaire.
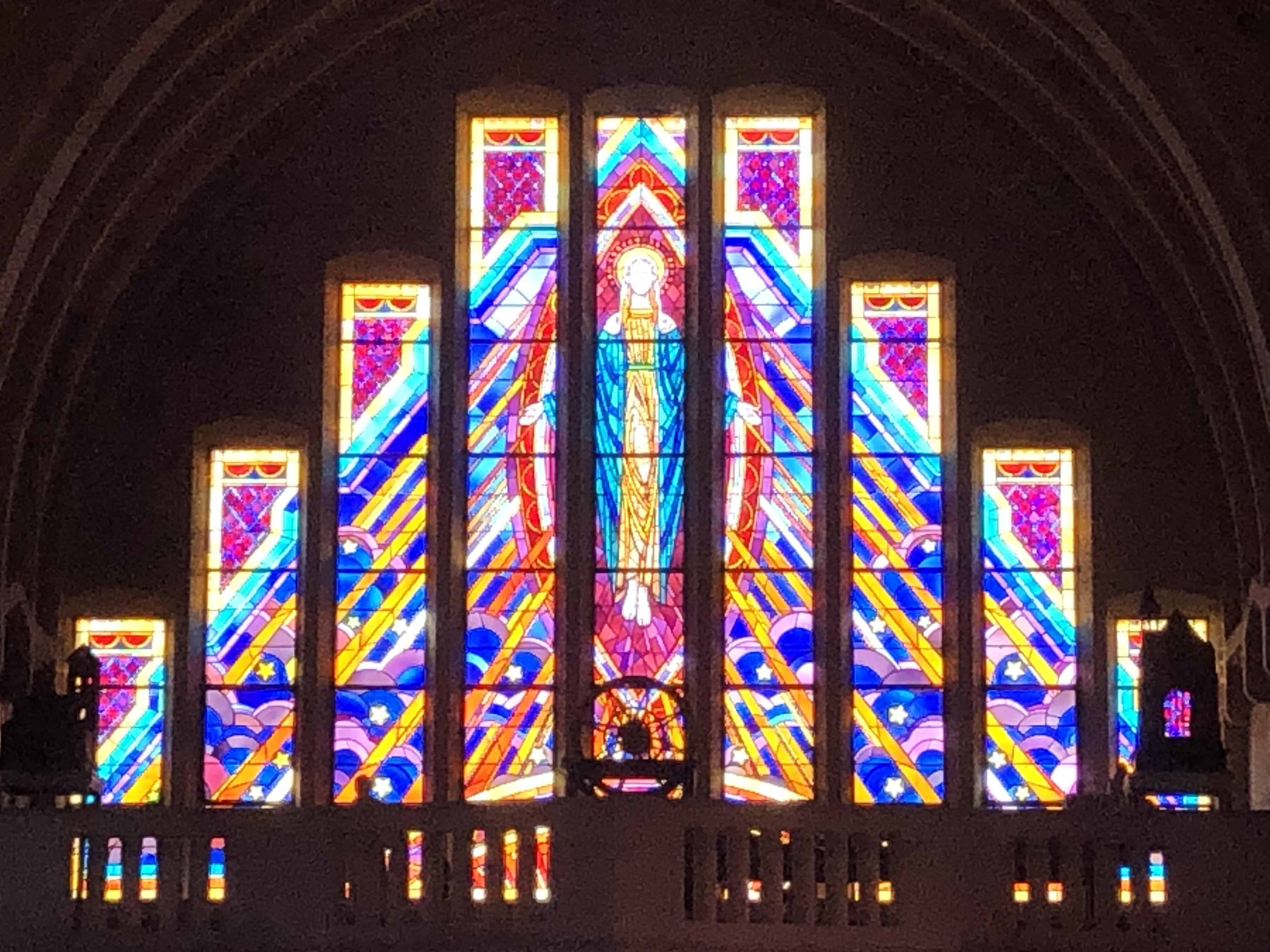
Verrière Est : L'Immaculée Conception.
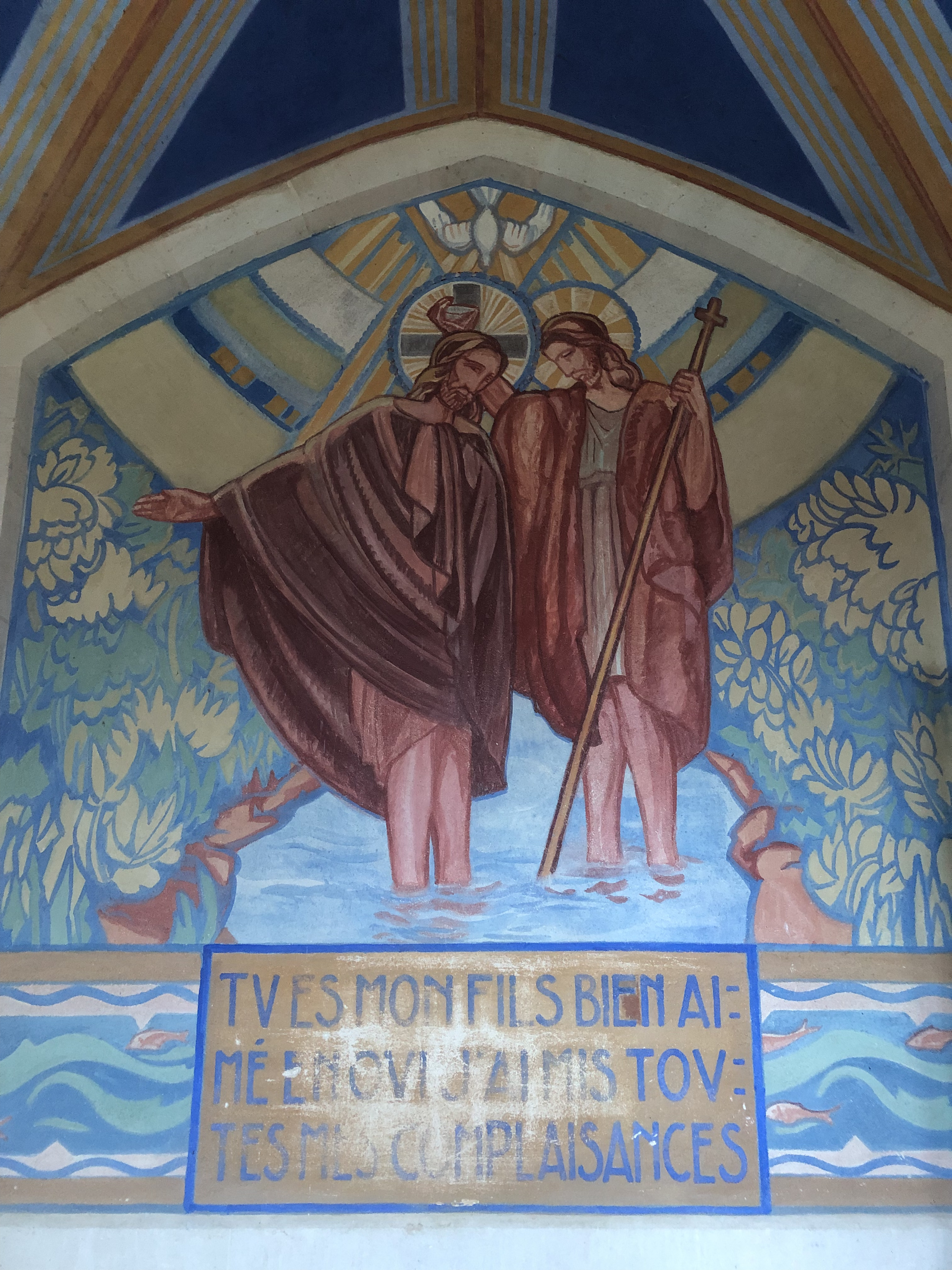
Mont Notre-Dame Peinture Baptême du Christ.jpg.

On peut également signaler :
- Monument commémoratif du cimetière militaire de l'HOE 32[25].
- Ferme du Mont Banni[21].
- La  source de la Fontaine aux Loups[21].

### Personnalités liées à la commune
- Guillaume II, empereur d'Allemagne, visite la collégiale Sainte-Marie-Madeleine le 17 juin 1918[46]. L'édifice, miné par les Allemands, est détruit le 3 août 1918 après la reprise du village par les Français.

- Le prince André Poniatowski (1899-1977), ancien maire de Mont-Notre-Dame pendant plusieurs années, fut l'ancien chef de cabinet du général Henri Giraud et officier de liaison du général Dwight David Eisenhower lors de la Seconde Guerre mondiale. Il a été ensuite après la guerre, président de la Bibliothèque polonaise de Paris.
Il est enterré dans la commune[33].

## Pour approfondir